# Santa Cruz (provins i Argentina)
Santa Cruz (Provincia de Santa Cruz) är en provins i Argentina, som ligger i den södra delen av landet, i Patagonien. Det gränsar till Chubut i norr, och Chile i väster och söder. Till öster finns Atlanten. Los Glaciares nationalpark ligger i provinsen.